# Mouvement des Princes Libres
Le Mouvement des Princes Libres (arabe: حركة الأمراء الأحرار, harikat al-umara' al-ahrar) était un mouvement politique libéral saoudien qui a existé de 1958 à 1964. Ses membres étaient connus sous le nom de Jeune Najd (Najd al-Fattah en arabe), Princes libres et Princes libéraux.

## Établissement
Le mouvement a été fondé par Talal ben Abdelaziz Al Saoud en raison des tensions entre le prince héritier Fayçal et le roi Saoud. Il était fortement idéalisé autour de la figure emblématique de Gamal Abdel Nasser et de son nationalisme panarabe. Il a appelé à des réformes politiques et à une constitution.
Le mouvement a reçu le soutien de la classe moyenne saoudienne relativement libérale (et relativement petite à l’époque) , mais ne bénéficiait généralement pas d’une large base de soutien au sein de la population dans son ensemble. Le mouvement était soutenu par les frères de Talal, Nawwaf bin Abdulaziz, Fawwaz bin Abdulaziz , Majid bin Abdulaziz et Badr bin Abdulaziz. Un autre frère, le prince Abdul Muhsin, a soutenu vocalement le mouvement et a suggéré une monarchie constitutionnelle. En outre, le mouvement était également soutenu par de jeunes princes des branches cadettes de la Maison des Saoud. Un autre allié important était le ministre du Pétrole de l'époque, Abdullah Tariki. Le prince héritier Fayçal a expulsé plusieurs de ses membres au Liban et leur a ensuite gracié lorsqu'il est devenu roi.

## Lien égyptien et révolution au Yémen
Son nom vient du Mouvement des Officiers Libres, un groupe dirigé par Nasser qui a renversé la monarchie égyptienne. Talal a applaudi  après les essais réussis de missiles à longue portée par l'Égypte. Même après que Nasser ait appelé au renversement des Al Saoud en Arabie Saoudite en déclarant « pour libérer tout Jérusalem, les peuples arabes doivent d'abord libérer Riyad », Talal s'est rendu au Caire pour rencontrer les hauts gradés militaires égyptiens. Les partisans de Talal (le prince Fawwaz, le prince Badr et un cousin, Saad bin Fahd) se sont également exilés au Caire.
La révolution au Yémen, qui s'est transformée en guerre froide entre l'Arabie Saoudite et l'Égypte, a conduit à un pouvoir accru des Princes Libres, ce qui n'a pas exigé le renversement complet de la monarchie saoudienne mais simplement des réformes démocratiques majeures. En septembre 1962, les stations de radio égyptiennes, syriennes et yéménites encourageaient ouvertement les Saoudiens à se rebeller contre leur monarchie « corrompue » et « réactionnaire » et contre son remplacement par des membres des Princes Libres.

## Brouille avec Nasser et dissolution
Bientôt, Radio Yémen (un organe contrôlé par l'Égypte) a appelé à l'assassinat des Saoud, y compris des Princes Libres. C’est l’une des raisons pour lesquelles les Princes Libres sont devenus de plus en plus aigris contre Nasser.
En août 1963, Talal déclara qu'il avait « totalement tort » dans le passé et loua les réformes de Faisal. Au début de 1964, les Princes Libres reviennent d'exil à Beyrouth. Le mouvement s'est terminé.